# پوچپ
شهر پوچپ (به روسی: Почеп) در کشور روسیه و در اوبلاست بریانسک واقع شده‌است.